# 想星のアクエリオン Myth of Emotions
『想星のアクエリオン Myth of Emotions』（そうせいのアクエリオン ミス オブ エモーションズ）は、サテライト制作による日本のオリジナルSFロボットアニメ作品。2025年1月から3月までTOKYO MXほかで放送された。
「アクエリオン」シリーズ20周年記念作品であり、2015年放送の『アクエリオンロゴス』に次ぐシリーズ第4作である。神奈川県の江の島を舞台に、謎の侵略兵器・神話獣と機械天翅アクエリオンの戦いを描く。キャッチコピーは「合体の神話、新生─」。

## 企画・制作
2018年3月開催の『AnimeJapan 2018』において、新プロジェクトの始動が発表された（正式な製作発表は2023年3月20日）。アニメーション制作は過去3作と同じくサテライトが担当する。
本編はカートゥーン調の2D作画であるが、過去神話のパートはカンナジャパンが制作し、フル3DCGで描かれる。

## 登場人物

### 主要人物
オオトリ サッコ（鳳颯虎、SAKKO OTORI）
声 - 花守ゆみり
本作の主人公で中学2年生。赤い髪と尖った歯が特徴の不良学生。怖いもの知らずなクラスのはぐれ者。粗野でガラが悪いせいで周りの誤解を買いやすいが実は仲間思い。モモヒメに好意を持つ。「恐怖心」の感情が欠落している。
アマハ モモヒメ（天羽百々姫、MOMOHIME AMAHA）
声 - 和氣あず未
本作のメインヒロインで中学3年生。真面目で正義感が強い優等生。サッコの想い人で学園のマドンナだが、「恋愛感情」が欠落しているため、他人からの好意が理解できず告白を断ることが多い。
ツキシロ リミヤ（月城璃美也、RIMIYA TSUKISHIRO）
声 - 小市眞琴
中学2年生。器用万能で女子にもてやすい優等生だが、「共感性」の感情が欠落しており、それを隠すために社交的に振る舞っている。
ハタノ トシ（秦野外史、TOSHI HATANO）
声 - 豊崎愛生
中学2年生。真面目な外見に反し自分に自信がない劣等生の男子。自分の弱さにコンプレックスを抱えている。「好奇心」の感情が欠落している。
イチキ サヨ（一木沙依、SAYO ICHIKI）
声 - 小原好美
本作のもう一人のヒロインで中学2年生。温和で心優しい少女。「自己愛」の感情が欠落していることから自己犠牲精神が強く、困っている他人をほおっておくことができず時に危うい行動も辞さない。物語冒頭で葬式が営まれ、後にアクエリオンに乗った際、神話獣の攻撃で致命傷を負い、死亡する。順序が逆であったのは宇宙の修正能力とされる。
イチキ ハナ（一木ハナ、HANA ICHIKI）
声 - 小原好美
サヨの妹。サヨの死後にエレメントクラスに配属される。「憎しみ」の感情が欠落しており、愛情を持った相手に殺意を抱く。姉妹仲は良かったが、姉のことを昔から殺そうとしており、姉の死後はモモヒメの命を狙う。

### 私立江ノ島学園
サン（SUN）
声 - 七海ひろき
江ノ島学園に転校してきた男子中学生。
ムナカタ キョウコ（宗方響子、KYOKO MUNAKATA）
声 - 安野希世乃
江ノ島学園の教員。エレメントクラスを指導する。
サルタ カズヒコ（猿田一彦、KAZUHIKO SARUTA）
声 - 湧津ユウミ
江ノ島学園の教員。科学者として貢献している。

### 過去神話編
ナヌーク
声 - 榎木淳弥
サッコの過去世で、太陽の光の司祭・マルクの息子。臆病な性格。
セドナ
声 - 石川由依
モモヒメの過去生で、月の恵みの司祭・アテアの長女。
ハイダ
声 - 東山奈央
リミヤの過去生で、セドナの妹。
スクナ
声 - 逢坂良太
トシの過去生で、裁きの星の司祭である科学者。本作におけるアクエリオンの生みの親でもある。
フタゴ
声 - 川端しおり
サヨ、ハナの過去生である双子の少女。
ムルア・サテネ
声 - M・A・O
三司祭に加護を授ける女神。

### その他
カミサマ
声 - 大塚智則
駅前で終末に関するチラシを配っている謎の男。

## 登場メカ

### ベクターマシン
ベクターシーゲル
アクエリオンを構成する一人乗りの戦闘機。武装は機首のビームガン2門。発進時は江ノ島大橋カタパルトより出撃する。
ベクターフェオー
アクエリオンを構成する一人乗りの戦闘機。武装は両側の機首のビームガン2門。発進時は江ノ島ヨットハーバーカタパルトより出撃する。
ベクターティール
アクエリオンを構成する一人乗りの戦闘機。武装は両側の機首と翼部に装備するビームカノン4門。発進時は江ノ島岩屋カタパルトより出撃する。

### アクエリオン
アクエリオンシーゲル
基本形態となるアクエリオン。ベクターシーゲルをヘッド、ベクターフェオーをバック、ベクターティールを下半身に変形させて完成する。格闘による攻撃が主体であり、剣や弓といったものは持たない。必殺技は「無限絶望拳（むげんぜつぼうパンチ）」や「超絶愛抱擁拳（サンアタックラブハッグ）」。
アクエリオンフェオー
アクエリオンの一形態。ベクターフェオーをヘッド、ベクターティールをバック、ベクターシーゲルを下半身に変形させて完成する。弓を使用した遠距離からの攻撃を行う。必殺技は「超桃爆粉砕拳（ピーチスペシャルダイナマイト）」。
アクエリオンティール
アクエリオンの一形態。ベクターティールをヘッド、ベクターシーゲルをバック、ベクターフェオーを下半身に変形させて完成する。主武装は剣で、他の形態に比べて機動性能に優れる。必殺技は「無限断罪剣（裁きのエグゼキューショナーズソード）」。
アクエリオンナウシズ
新型アクエリオン。サッコ、モモヒメ、リミヤの3人が神話宇宙に行っていた3ヶ月間の間に完成した。世界各地にも同型機が配備されている。武装は連結も可能な2本の剣やビームキャノン、ミサイルランチャー。必殺技は「超正義女神剣（ユスティティアソード）」。

## 用語
宇宙保全機構
神話宇宙からの侵略に対して、対抗策を講じるために設立された機構。ナーカル文書の解析と江ノ島の地下洞窟から発掘された3機のベクターマシンの修復を行い、エレメントクラスのある江ノ島学園を創設、来たるべき時に備えていた。
宇宙保全機構 江ノ島基地
ベクターマシン（アクエリオン）の運用を行う本拠地。江ノ島の地下に建造され、神話獣迎撃のための最前線として機能する。ベクターマシン発進口は江ノ島大橋、ヨットハーバー、岩屋に置かれている。

ディーバ
宇宙保全機構が所有する生体量子コンピュータ。対神話宇宙のため、江ノ島学園の生徒からエレメントを選んだり、ベクターマシンに乗るメンバーの構成といったものを決定する。
私立江ノ島学園
江ノ島に創られた学園で、全国から優秀な生徒が通学している。実際にはエレメント候補選抜という側面があり、特殊強化クラスでエレメント育成を行っている。
エレメント
ベクターマシン（アクエリオン）に搭乗可能な子供達のこと。周囲の生徒からはエリートとして扱われるが、色々なテストプログラムに耐えられない脱落者も多い。
世界覚醒会議
宇宙保全機構の関連組織。世界の支配層の集団で構成され、宇宙保全機構や私立江ノ島学園を創らせた。宇宙保全機構の方針やアクエリオンの運用に関する影響力を有している。
神話宇宙
追放された堕天翅族が住む宇宙。約1万2000年前に地球のあるこちら側の宇宙と分裂し、誕生した。実際には量子レベルで互いの宇宙同士が結びついていて、再びの合体を狙い、領域・浸食を広げてこちら側の宇宙の消滅を狙う。
神話獣
神話宇宙から送り込まれる敵対存在。様々な形状をしており、基本的には白く光る姿と触手のような攻撃方法が特徴。地球上の土地に「杭」を打ち込んでトライアングルを形成し、神話宇宙の領域を広げようとする。
ナーカル文書
とある寺院の深くで発見された粘土板。世界創世の神話と古代超文明の記憶が書かれており、「太陽と月と火星が出会った時、新たな合体の調べが流れる」というアクエリオンに関することも記されていた。

## スタッフ
- 原作 - 河森正治・サテライト[3]
- 監督 - 糸曽賢志[3]
- 助監督 - 山本祐希江
- シリーズ構成 - 村井さだゆき[3]
- スーパーバイザー・アクエリオンデザイン - 河森正治[3]
- キャラクターデザイン - 工藤昌史[3]
- サブキャラクターデザイン - 小森秀人
- 神話獣デザイン - 稲田航
- 江の島基地デザイン - 上航
- 色彩設計 - 鈴木依里[1]
- 美術監督 - 根本勇気[1]
- 3DCGディレクター - 後藤浩幸[1]
- 2Dワークス - flapper3 Inc.、いなほ
- 撮影監督 - 山根裕二郎[1]
- 音響監督 - 阿部信行[1]
- 音響制作 - ダックスプロダクション[1]
- 音楽 - 大間々昂、兼松衆[3]
- 音楽制作 - フライングドッグ[1]
- 音楽プロデューサー - 佐々木史朗、篠崎稜太
- プロデューサー - 高篠秀一、君塚耕太、曹聡、土井千鶴、広沢二郎、伊藤将生、喜本孝、臼井久人
- アニメーションプロデューサー - 畑秀明
- アニメーション制作 - サテライト[3]
- 製作 - Project AQUARION MOE[3]

## 主題歌
主題歌プロデュースは過去作と同じく菅野よう子が担当。歌唱アーティストはAKINOが2作振りに起用され、13年振りとなる2人のタッグが実現した。
「創聖のアクエリオン Myth of Emotions Ver.」
AKINO from bless4・福山芳樹によるオープニングテーマ。作詞は岩里祐穂、作曲は菅野よう子、編曲はCHOKKAKUと鷺巣詩郎。
原曲は「創聖のアクエリオン」
「告白」
AKINO from bless4によるエンディングテーマ。作詞は菅野よう子と糸曽賢志、作曲・編曲は菅野よう子。

## 各話リスト
| 話数 | サブタイトル           | 脚本                    | 絵コンテ                                  | 演出                | 作画監督                                                                        | 総作画監督                              | 初放送日       |
| ---- | ---------------------- | ----------------------- | ----------------------------------------- | ------------------- | ------------------------------------------------------------------------------- | --------------------------------------- | -------------- |
| #01  | 彼女の語る             | 村井さだゆき            | 糸曽賢志 山本祐希江                       | 山本祐希江          | STUDIO MASSKET                                                                  | -                                       | 2025年 1月10日 |
| #02  | なでしこの願い         | 村井さだゆき            | 山本祐希江 河森正治                       | 山本祐希江 佐藤澪   | 杭新華 ゆき STUDIO MASSKET 無錫月霊動画                                         | 赤松香穂                                | 1月17日        |
| #03  | まだ知らない           | 三津留ゆう 村井さだゆき | 糸曽賢志 山本祐希江                       | 平田徹 糸曽賢志     | SPJ 李世宗                                                                      | 赤松香穂                                | 1月24日        |
| #04  | 尊い絆                 | 山田哲弥 村井さだゆき   | 山本祐希江                                | 佐藤澪              | STUDIO MASSKET                                                                  | 赤松香穂                                | 1月31日        |
| #05  | 誰か                   | 三津留ゆう 村井さだゆき | 糸曽賢志 山本祐希江 前澤大樹              | 佐藤澪              | SPJ 李世宗                                                                      | 赤松香穂                                | 2月7日         |
| #06  | 秘密を教えて           | 山田哲弥 村井さだゆき   | 糸曽賢志 前澤大樹                         | 安藤貴史            | 原将治 関口雅浩 岡本恵里香 菊地加純 宅猫 杨沛源 雷神制铜 润𫞗 王瑞浩 佐々木美穂 | 林あすか                                | 2月14日        |
| #07  | ボクらの世界は         | 三津留ゆう 村井さだゆき | 糸曽賢志                                  | 濱本真理            | 肖俊光 武嘉倫 王俊 袁小偉 林延杰                                                | 赤松香穂 細田沙織 原将治 いとうまりこ   | 2月21日        |
| #08  | たまごの中で見る夢     | 山田哲弥 村井さだゆき   | 糸曽賢志                                  | 平田徹              | 李世宗                                                                          | いとうまりこ                            | 2月28日        |
| #09  | 輪廻の終わりに         | 山田哲弥 村井さだゆき   | 糸曽賢志                                  | 山本祐希江          | 赤松香穂 STUDIO MASSKET                                                         | 林あすか                                | 3月7日         |
| #10  | 変わり果てた世界の中で | 三津留ゆう 村井さだゆき | 佐藤澪                                    | 安藤貴史            | いのうえりか 岡本恵里香 菊地加純 大野勉 佐々木美穂                              | いとうまりこ                            | 3月14日        |
| #11  | 遠いむかしの約束と     | 三津留ゆう 村井さだゆき | 高嶋友也 アオヤマユミカ 山本祐希江 佐藤澪 | 佐藤澪              | 李世宗                                                                          | 林あすか 細田沙織 赤松香穂 いとうまりこ | 3月21日        |
| #12  | 愛の神話を語ろうよ     | 山田哲弥 村井さだゆき   | 佐藤澪 内田英武 山本祐希江                | 山本祐希江 鈴木八雲 | HU Yao Yuan Zhao Ling ゆき 糸曽賢志                                             | 赤松香穂 原将治                         | 3月28日        |

## 放送局
| 放送期間                | 放送時間                     | 放送局       | 対象地域 | 備考                                 |
| ----------------------- | ---------------------------- | ------------ | -------- | ------------------------------------ |
| 2025年1月10日 - 3月28日 | 金曜 0:30 - 1:00（木曜深夜） | TOKYO MX     | 東京都   |                                      |
|                         | 金曜 2:05 - 2:35（木曜深夜） | テレビ愛知   | 愛知県   | 製作参加                             |
|                         | 金曜 20:30 - 21:00           | AT-X         | 日本全域 | CS放送 / 字幕放送 / リピート放送あり |
|                         | 金曜 23:30 - 土曜 0:00       | BS朝日       | 日本全域 | BS/BS4K放送 / 『アニメA』枠          |
| 2025年1月11日 - 3月29日 | 土曜 0:00 - 0:30（金曜深夜） | テレビ神奈川 | 神奈川県 |                                      |

| 配信開始日    | 配信時間                   | 配信サイト |
| ------------- | -------------------------- | --- |
| 2025年1月10日 | 金曜 0:30（木曜深夜） 更新 | U-NEXT ABEMA アニメ放題 |
| 2025年1月15日 | 水曜 1:00（火曜深夜） 更新 | dアニメストア Amazon Prime Video DMM TV バンダイチャンネル Hulu FOD ニコニコチャンネル Lemino AnimeFesta ビデオマーケット カンテレドーガ music.jp |
|               | 水曜 12:00 更新            | HAPPY!動画 |
|               | 水曜 21:00 - 21:30         | ニコニコ生放送 |
| 2025年1月16日 | 木曜 0:00（水曜深夜） 更新 | TELASA J:COM STREAM 見放題 Pontaパス milolus |

## BD
| 巻 | 発売日        | 収録話         | 規格品番  |
| -- | ------------- | -------------- | --------- |
| 1  | 2025年4月30日 | 第1話 - 第4話  | DMPXA-415 |
| 2  | 2025年5月28日 | 第5話 - 第8話  | DMPXA-416 |
| 3  | 2025年6月25日 | 第9話 - 第12話 | DMPXA-417 |

## CD
- 創聖のアクエリオン Myth of Emotions Ver./告白（2025年2月19日）